# Nancy Cartwright (filozofinja)
Nancy Cartwright (24. junij 1944) je ameriška profesorica filozofije znanosti. Trenutno je zaposlena kot profesorica na Univerzi v San Diegu in na univerzi Durham  predsednica divizije za logiko, metodologijo in filozofijo znanosti in tehnologije.

## Življenje
Diplomo iz matematike je pridobila na univerzi v Pittsburghu, svoj doktorat v filozofiji pa na univerzi Illinois v Chicagu. V preteklosti je predavala na Univerzah Maryland, Stanford in LSE (London School of Economics). Poleg tega je tudi soustanoviteljica središča za filozofijo naravoslovnih in družboslovnih ved na univerzi LSE. Bila je mentorica mnogim študentom, ki so kasneje postali znani filozofi.
Poročena je bila s Stuartom Hampshirom, do njegove smrti leta 2004, pred tem pa tudi z Ianom Hackingom. Iz zakona s Stuartom Hampshirom ima tudi dve hčeri.

## Glavni dosežki
Cartwrightin pristop k filozofiji znanosti zaznamuje predvsem poudarek na znanstveni praksi, v nasprotju z abstraktnimi znanstvenimi teorijami. Izjemno je pripomogla s svojimi prispevki k razpravam na področju zakonov narave, vzročnih zvez, znanstvenih modelov v naravoslovnih in družboslovnih znanostih, objektivnosti in enotnosti znanosti. Njeno trenutno delo se navezuje predvsem na dokaze.
Carl Hoefer Cartwrightino filozofijo znanosti opiše kot obliko empirizma v stilu Neuratha in Milla. Bolj kot s problemi skepticizma, indukcije ali demarkacije se ukvarja z vprašanjem kako znanost doseže vse dosežke in kaktere vrste metafizičnih in epistemoloških predpostavk potrebujemo, da to razumemo.
Cartwright, tako kot mnogi delujoči znanstveniki, zavzema precej realistično stališče do opazovanj in posegov znanstvenikov ter inženirjev, zlasti do njihovih povezav z vzročnostjo. Temeljna vloga oz. vloge, vzročne zveze v znanstveni praksi, je nesporna; Cartwright torej na podlagi tega, gleda na novo konfiguriran empirizem.

### Odlikovanja in nagrade
Cartwright je bila predsednica Združenja za filozofijo znanosti (2009-10), podpredsednica (2007-8) in predsednica (2008-9) pacifiškega oddelka Ameriškega filozofskega združenja in izvoljena predsednica Oddelka za logiko, metodologijo in filozofijo, znanosti in tehnologije od leta 2020 do 2023. Je zaslužna profesorica na LSE, sodelavka Britanske akademije, članica Ameriške akademije za znanost in umetnost, članica Nemške akademije znanosti Leopoldina in sodelavka Akademije za družbene vede. Prejela je častne diplome Univerze Southern Methodist in Univerze St Andrews ter MacArthurjevo nagrado.
Prav tako je prejemnica nagrade Martina R. Lebowitza za filozofske dosežke društva Phi Beta Kappa 2017 (skupaj z Elliottom Soberjem), leta 2018 pa ji je združenje filozofije znanosti podelilo nagrado Carl Gustav Hempel.
Leta 2017 je Ameriški odbor za filozofsko združenje Cartwright izbral za predavanja Paula Carusa. Serija je nosila naslov naslov "Narava, spretni modelar: predavanja o zakonih, znanosti, kako narava ureja svet in kako ga lahko uredimo bolje", predavanja pa:
- Njene surovine: moči, mehanizmi in vzroki.obvladuje dejanske možnosti, upošteva Barcanovo formula in ne poseda s protipostavkami.
- Njene metode: naše metode ... Zato naše tako dobro delujejo. Toda ona ni Kant, Mussoloini in ne Hilbert. Morda Isambard Brunel, Margaret Knight ali Mary Berry
- Njene meje: pobirati tam, kjer narava konča, ga bolje graditi in jamčiti za vaše delo.

### Izbrana dela

#### Knjige
- How the Laws of Physics Lie, Oxford University Press (August 1983).
- Nature's Capacities and Their Measurement, Oxford University Press (October 1989)
- The Dappled World: A Study of the Boundaries of Science, Cambridge University Press (September 1999)
- Hunting Causes and Using Them: Approaches in Philosophy and Economics, Cambridge University Press (June 2007) .
- Evidence Based Policy: A Practical Guide to Doing It Better, with Jeremy Hardie, Oxford University Press (2012)
- '''Philosophy of Social Science: a new introduction"', with Eleonora Montuschi, Oxford University Press (2014)
- Improving Child Safety: deliberation, judgement and empirical research, with Munro, E., Hardie, J. and Montuschi, E. (2017)
- Nature, the Artful Modeler: Lectures on Laws, Science, How Nature Arranges the World and How We Can Arrange It Better (The Paul Carus Lectures). Open Court (2019)

#### Članki
- Causal Laws and Effective Strategies, Noûs (1979).
- Do the Laws of Physics State the Facts?, Pacific Philosophical Quarterly (1980).
- Fundamentalism vs. the Patchwork of Laws, Proceedings of the Aristotelian Society (1994). Access
- What is Wrong with Bayes Nets?, The Monist (2001).
- Causation: One Word, Many Things, Philosophy of Science (2004).
- A philosopher's view of the long road from RCTs to effectiveness, The Lancet (2011)